# N-óxido de N-metilmorfolina
N-óxido de N-metilmorfolina ou NMO (do inglês N - Methylmorpholine N-oxide) é um composto orgânico. Este óxido de amina heterocíclico e derivado de morfolina é usado em química orgânica como um co-oxidante e catalisador de sacrifício em reações de oxidação como por exemplo com oxidações com tetróxido de ósmio e a di-hidroxilação assimétrica de Sharpless ou oxidações com TPAP. NMO é comercialmente fornecida como um monoidrato C5H11NO2.H2O e como o composto anidro.
1. ↑  «N-óxido de N-metilmorfolina _ AcademiaLab». academia-lab.com. Consultado em 15 de agosto de 2025